# Ministero degli affari esteri, della cooperazione africana e dei marocchini espatriati
Il Ministero degli affari esteri, della cooperazione africana e dei marocchini espatriati (in arabo وزارة الشؤون الخارجية والتعاون الإفريقي والمغاربة المقيمين بالخارج‎?) è un dicastero del governo marocchino deputato alla gestione della politica estera del Marocco.
L'attuale ministro è Nasser Bourita, in carica dal 5 aprile 2017.

## Elenco dei ministri
- Ahmed Balafrej (1956 – 1958)
- Abdallah Ibrahim (1958 – 1960)
- Driss M'Hammedi (1960 – 1961)
- Ahmed Balafrej (1961 – 1963)
- Ahmed Réda Guédira (1963 – 1964)
- Ahmed Taïeb Benhima (1964 – 1966)
- Mohamed Cherkaoui (1966 – 1967)
- Ahmed Laraki (6 luglio 1967 – 7 ottobre 1969)
- Abdelhadi Boutaleb (7 ottobre 1969 – 4 agosto 1971)
- Abdellatif Filali (4 agosto 1971 – 20 novembre 1972)
- Ahmed Taïeb Benhima (20 novembre 1972 – 25 aprile 1974)
- Ahmed Laraki (25 aprile 1974 – 10 ottobre 1977)
- M'hamed Boucetta (10 ottobre 1977 – 30 novembre 1983)
- Abdelouahed Belkeziz (30 novembre 1983 – 11 aprile 1985)
- Abdellatif Filali (11 aprile 1985 - 8 aprile 1999)
- Mohamed Benaïssa (8 aprile 1999 – 15 ottobre 2007)
- Taieb Fassi Fihri (15 ottobre 2007 – 3 gennaio 2012)
- Saâdeddine El Othmani (3 gennaio 2012 – 10 ottobre 2013)
- Salaheddine Mezouar (10 ottobre 2013 – 5 aprile 2017)
- Nasser Bourita (dal 5 aprile 2017)